# Гроппарелло
Гроппарелло, Ґроппарелло (італ. Gropparello) — муніципалітет в Італії, у регіоні Емілія-Романья,  провінція П'яченца.
Гроппарелло розташоване на відстані близько 400 км на північний захід від Рима, 135 км на захід від Болоньї, 25 км на південь від П'яченци.
Населення — 2339 осіб (2014).

## Демографія
Населення за роками:

Станом на 1 січня 2023 року в муніципалітеті офіційно проживало 167 іноземців з 32 країн, серед них 45 громадян країн Євросоюзу та 18 громадян України.

## Сусідні муніципалітети
- Беттола
- Карпането-П'ячентіно
- Луганьяно-Валь-д'Арда
- Морфассо
- Понте-делл'Оліо
- Сан-Джорджо-П'ячентіно